# کایلی مینوگ (آلبوم)
«کایلی مینوگ» آلبومی از هنرمند اهل استرالیا کایلی مینوگ است که در سال ۱۹۹۴ میلادی منتشر شد.